# 32 nm

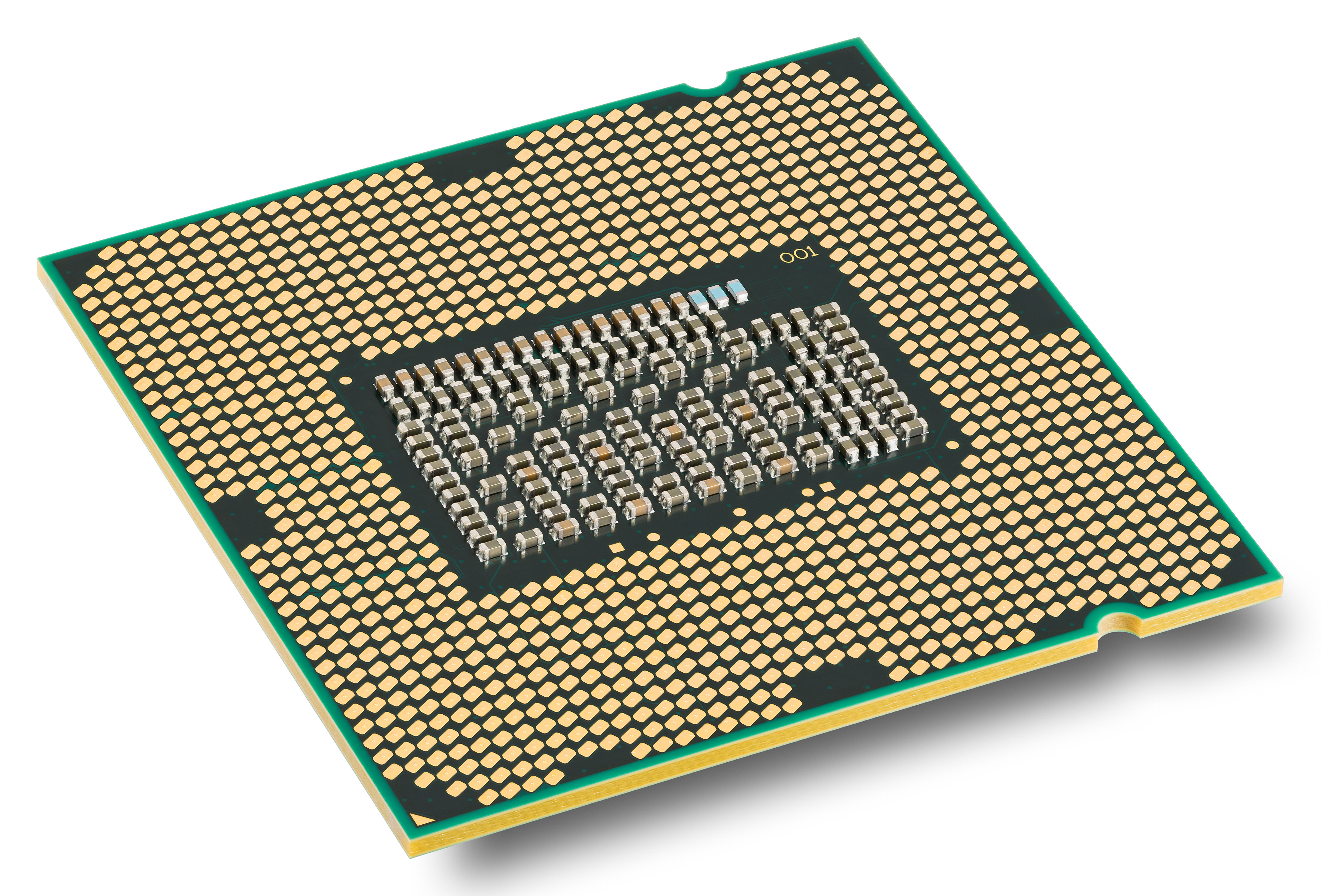
Processeur Intel Core i7 gravé en 32 nm

32 nm désigne le procédé de fabrication des semi-conducteurs qui succède au procédé 45 nm de fabrication par CMOS. Les premiers processeurs possédant cette technologie sont apparus sur le marché en 2010.

## Microprocesseurs gravés en 32 nm
- Intel Nehalem Westmere[1]
- AMD Bulldozer

Selon la feuille de route de l'ITRS le successeur du 32 nm est la technologie 22 nm.